# فاليري ليون
فاليري ليون (بالإنجليزية: Valerie Leon)‏ هي ممثلة بريطانية، ولدت في 12 نوفمبر 1943 بلندن في المملكة المتحدة.

## أعمال

### أفلام
- (1977) الجاسوس الذي أحبني[5]
- (1983) لا تقل أبدا مرة اخرى[6][7][8]

## وصلات خارجية
- فاليري ليون على موقع IMDb (الإنجليزية)
- فاليري ليون على موقع روتن توميتوز (الإنجليزية)
- فاليري ليون على موقع ألو سيني (الفرنسية)
- فاليري ليون على موقع أول موفي (الإنجليزية)
- فاليري ليون على موقع قاعدة بيانات الفيلم (الإنجليزية)